# Прибережники
Прибережники (Saldidae) — родина клопів (Heteroptera). Включає 350 сучасних видів. Більшість видів мешкає в приливній зоні. Дорослі особини і німфи деяких видів, таких як Saldula pallipes, можуть переносити занурення під час припливу.

## Поширення
Прибережники поширені по всьому світу, досягають найбільшого різномаїття в Неарктиці та Палеарктиці. Вони населяють як прісноводні прибережні біотопи, так і інші вологі середовища існування поблизу води, а також морські узбережжя з впливом солі.

## Роди
Виділяють 39 родів:
- Aoteasalda Larivière & Larochelle, 2016
- Calacanthia Reuter, 1891
- Capitonisalda J.Polhemus, 1981
- Capitonisaldoida J.Polhemus & D.Polhemus, 1991
- Chartosaldoida Cobben, 1987
- Chartoscirta Stal, 1868
- Chiloxanthus Reuter, 1891
- Enalosalda Polhemus & Evans, 1969
- Halosalda Reuter, 1912
- Ioscytus Reuter, 1912
- Kiwisaldula Larivière & Larochelle, 2016
- Lampracanthia Reuter, 1912
- Macrosaldula Leston & Southwood, 1964
- Mascarenisalda J.Polhemus & D.Polhemus, 1991
- Micracanthia Reuter, 1912
- Oiosalda Drake & Hoberlandt, 1952
- Orthophrys Horvath, 1911
- Orthosaldula Gapud, 1986
- Pentacora Reuter, 1912
- Propentacora J.Polhemus, 1985
- Pseudosaldula Cobben, 1961
- Rupisalda J.Polhemus, 1985
- Salda Fabricius, 1803
- Saldoida Osborn, 1901
- Saldula Van Duzee, 1914
- Salduncula Brown, 1954
- Sinosalda Vinokurov, 2004
- Teloleuca Reuter, 1912
- Zemacrosaldula Larivière & Larochelle, 2015
- † Baissotea Ryzhkova, 2015
- † Brevrimatus Zhang, Yao & Ren, 2011
- † Helenasaldula Cobben, 1976
- † Luculentsalda Zhang, Yao & Ren, 2013
- † Mongolocoris Ryzhkova, 2012
- † Oligosaldina Statz, 1950
- † Paralosalda Polhemus & Evans, 1969
- † Saldonia Popov, 1973
- † Ulanocoris Ryzhkova, 2012
- † Venustsalda Zhang, Song, Yao & Ren, 2012